# Costa de les Basses (la Torre d'Eroles)

La Costa de les Basses, respecte del terme d'Abella de la Conca

La Costa de les Basses és una costa de muntanya del terme municipal d'Abella de la Conca, a la comarca del Pallars Jussà.
Està situada al nord-est de la Torre d'Eroles, a la riba esquerra del barranc de la Torre i al sud-est de Casa Jaumillo. És al nord de Cal Joquer i al sud de Casa Junquer, al nord de la Solana del Joquer i a llevant del Tros de la Mare de Déu.

## Etimologia
Es tracta d'un topònim romànic modern de caràcter descriptiu: és una costa de muntanya en la qual es trobaven les basses de les properes masies de Cal Joquer i Casa Junquer.